# 起动涡

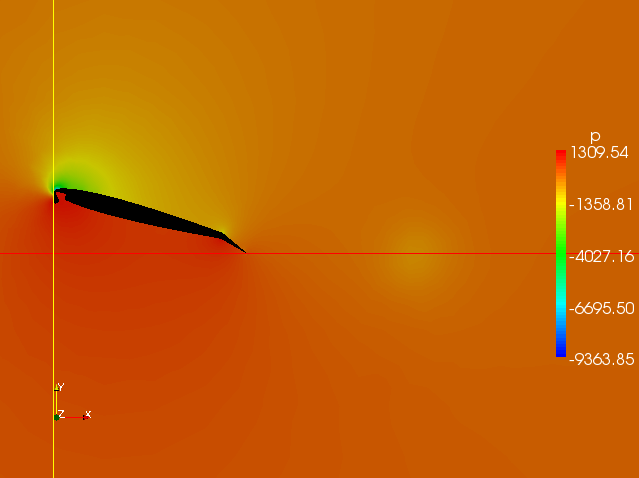
从CFD模拟的压力分布图中可以看到翼型后形成的起动涡。

起动涡（英語：starting vortex），又作启动涡、起始涡等，在空气动力学中是指当翼型从静止的流场中起动后，从翼型后缘脱落的涡旋。当翼型尚未启动时，流场中处处无旋。起动之后，则产生了一个保持在翼型上的“附着涡”（bound vortex）以及与附着涡涡量大小相同、方向相反的起动涡（开尔文环量定理）。此后，起动涡被冲向下游（相对流场保持静止），其能量则很快会因黏性而耗散。
起动涡对于理解库塔条件、翼型绕流环量的产生以及升力的计算十分重要。
啟動渦流與 "啟動羽流 "有一定的相似之處，當某流體注入另一種靜止流體時，在流體的前緣會形成的 "啟動羽流"。詳見羽流（流體力學）。